# 布列別涅斯庫爾湖
48°6′06″N 24°33′44.2″E / 48.10167°N 24.562278°E

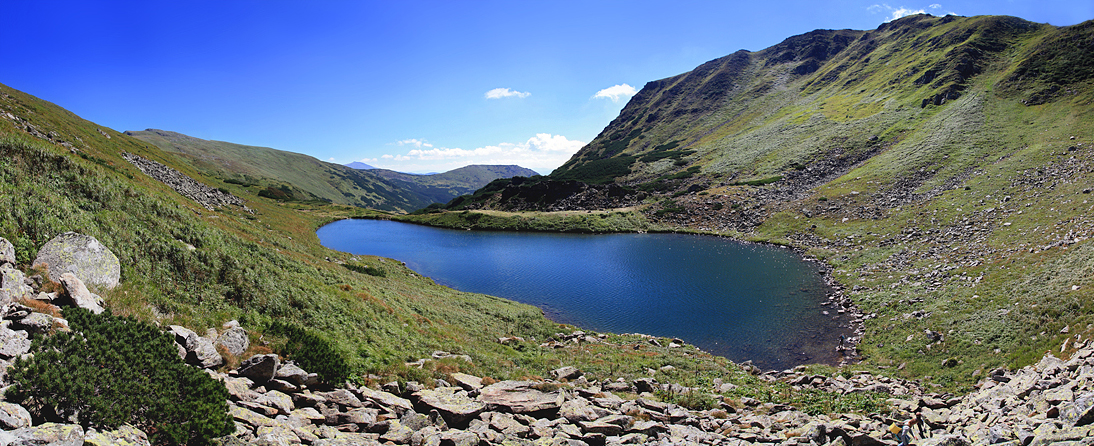

布列別涅斯庫爾湖（烏克蘭語：Бребенескул），是烏克蘭的湖泊，位於該國西部外喀爾巴阡州，處於喬爾諾戈拉山脈，面積0.61平方公里，海拔高度1,801米，長134米、寬44米，最大水深2.8米。